# Bureau du secrétaire d'État pour le Pays de Galles
Le bureau du secrétaire d’État pour le Pays de Galles (Office of the Secretary of State for Wales en anglais et Swyddfa Ysgrifennydd Gwladol Cymru en gallois), plus communément appelé le bureau du Pays de Galles (Wales Office en anglais et Swyddfa Cymru en gallois), est un département exécutif du gouvernement britannique.
Dirigé par le secrétaire d’État pour le Pays de Galles, cette institution, érigée en 1999, succède au Bureau gallois, créé en 1965.

## Historique
Le bureau du Pays de Galles (Wales Office) est le remplaçant du bureau gallois (Welsh Office), en charge, avant le Government of Wales Act 1998, de la gouvernance du pays de Galles. Sa version actuelle a moins de pouvoirs, puisqu'ils ont été transférés à l'Assemblée galloise, et le bureau a été, avec le bureau pour l'Écosse, absorbé par le ministère de la Justice.

## Fonctions
Le bureau est responsable de la représentation du pays de Galles au sein du gouvernement de Sa Majesté, en facilitant le bon fonctionnement de la dévolution et en gérant la sécurité du budget gallois.

## Équipe ministérielle
Les ministres du bureau du Pays de Galles sont les suivants.
| Ministre   | Rang                                 | Mandat         | Responsabilités |
| ---------- | ------------------------------------ | -------------- | --- |
| Jo Stevens | Secrétaire d’État                    | 5 juillet 2024 | Liaison avec le gouvernement gallois et le Senedd Questions constitutionnelles et électorales Économie, commerce et investissements étrangers Infrastructures Sortie de l’Union européenne Affaires étrangères Énergie et changement climatique Sidérurgie Défense Agriculture Tourisme Nominations publiques Budget gallois |
|            | Sous-secrétaire d’État parlementaire |                | Gestion des growth deals (en) (celui du pays de Galles du centre et celui du nord) Gestion des city deals (celui de la région capitale de Cardiff et celui de la baie de Swansea) Énergie Agriculture Soutien au secrétaire d’État (notamment sur l’Union (en))                                                              |

## Identité visuelle
Le bureau se dote d’un nouveau logotype à la fin de l’automne 2016.

Logotype du bureau du Pays de Galles (avant 2016).
Logotype du bureau du secrétaire d’État pour le Pays de Galles (à partir de 2016).